# Demokratische Partei Österreichs
Die Demokratische Partei Österreichs (DPÖ) war eine österreichische Partei im besetzten Nachkriegsösterreich, die hauptsächlich in Kärnten wirkte.

## Geschichte
Die Wurzeln der Partei gehen auf den legitimistischen Widerstand gegen den Nationalsozialismus zurück. Sie wurde 1945 gegründet und am 14. Juli 1945 von der britischen Besatzungsmacht anerkannt. Sie war neben SPÖ, KPÖ und ÖVP die einzige Partei, die im Gründungsjahr der Zweiten Republik von den Alliierten zur Kandidatur zugelassen wurde. Die DPÖ sah sich als liberale Partei und richtete sich hauptsächlich an kleine Beamte, Angestellte, Landwirte und Gewerbetreibende. Auch Monarchisten waren als Zielgruppe erkennbar. Die NS-Ideologie wurde abgelehnt. Die Partei agierte praktisch ausschließlich von Kärnten aus, ihre Zentrale lag in Klagenfurt.
Im Gründungsjahr nahm die Partei bei der gleichzeitig stattfindenden Landtagswahl in Kärnten und Nationalratswahl teil. Während die DPÖ bei der Landtagswahl mit 5953 Stimmen 3,3 % und ein Mandat erringen konnte, reichte es bei der Nationalratswahl mit 5972 Stimmen und 0,18 % zu keinem Mandat. Das Kärntner Landtagsmandat ging an den adligen Gutsbesitzer und Parteiobmann Franz Knapitsch.
Mit der Wahl von Knapitsch verband sich auch der rapide Niedergang der DPÖ. Während einige Mitglieder aus dem antifaschistischen Widerstand stammten, war dies bei ihm nicht der Fall. Er war im Jänner 1946 verhaftet worden, weil auf seinem Bauernhof NS-Material, aber auch Schieberware gelagert war. Außerdem hatte er sich nicht als ehemaliges Mitglied der NSDAP registrieren lassen, der er wohl seit 1938 angehört hatte. Der Landtag stimmte daraufhin Knapitschs Auslieferung zu und erklärte sein Mandat für verfallen. Zudem erhielt die DPÖ durch die britische Militärregierung ein vorübergehendes Betätigungsverbot. Auf nationaler Ebene verband man sich mit der Demokratischen Union (DU), ehe 1948 die Kooperation wieder beendet wurde. Es folgte ein mehrjähriger juristischer Kampf um das verlorene Mandat. Der Verfassungsgerichtshof erkannte 1948 schließlich das Mandat dem neuen DPÖ-Vorsitzenden Josef Ostertschnig zu.
Bei der erneut gleichzeitig stattfindenden Landtagswahl in Kärnten und Nationalratswahl 1949 trat die DPÖ vier Tage vor dem Wahltermin zugunsten der ÖVP von der Wahl zurück. Da die Parteilisten nicht mehr kurzfristig geändert werden konnten, erhielt die Partei jedoch noch jeweils 5 Stimmen. Dies markierte das politische Ende der DPÖ. Ehemalige Funktionäre wechselten teilweise zum Verband der Unabhängigen, vereinzelt auch zur Demokratischen Union. Der Großteil trat parteipolitisch nicht mehr in Erscheinung.
Parteiorgane waren die Kärntner Wochenblätter Der Demokrat und Montags-Kurier.